# Musée du Cercle africain
Le musée du Cercle Africain de Pointe-Noire est le premier musée de la capitale économique de la république du Congo. Il est consacré à son histoire et à la promotion de la culture et de l’art.

## Contexte de la création du musée
L'ancien Cercle africain, situé au quartier SIC Tchitchele dans le 1er arrondissement Eméry Patrice Lumumba, fut un haut lieu de rencontre de la bourgeoisie pontenégrine, avant de devenir le haut lieu de partage, d’échange et d’expression de l’élite africaine avant l’accession du Congo à l’indépendance le 15 août 1960.
Cet édifice art déco, construit en 1947, jadis prestigieux, était tombé en décrépitude à la fin des années 1990, après avoir servi tour à tour, de cercle CAMDATO ( Cercle Amical des Dahoméens et des Togolais), de Cercle Africain, de tribunal d’instance et de carrefour d’expression culturelle et artistique.
Soucieux de conserver la mémoire de la première élite panafricaine engagée dans la lutte d’émancipation des peuples, de transmettre aux générations futures l’histoire de Pointe-Noire et de valoriser la culture, le conseil départemental et municipal a pu acquérir en 2012, l’édifice auprès de l’association éponyme «Le cercle africain». Ce conseil a donc lancé le projet devant permettre de le réhabiliter en vue de le préserver et de le valoriser par sa transformation en musée et en espace polyvalent.
Les parties prenantes sont les sociétés pétrolières Total E&P Congo et Eni Congo, pour le financement; l’État congolais pour la maîtrise d’ouvrage délégué.
La cérémonie de pose de la première pierre des travaux de réhabilitation et de modernisation du bâtiment historique a eu lieu 20 avril 2017, sous le patronage du ministre des Hydrocarbures, Jean Marc Tchystère Tchicaya, en présence de Lorenzo Fiorilo, directeur général d’Eni Congo et d’Alain Brice Boumpoutou, directeur général adjoint de Total E&P Congo.
L'inauguration a eu lieu ce 3 décembre 2018, en présence du ministre de la culture Dieudonné Moyongo, du ministre des hydrocarbures Jean-Marc Tchystère Tchicaya, du maire de Pointe-Noire Jean-François Kando, de l'ambassadeur de l'Italie à Brazzaville Andrea Mazella, du représentant de l'UNESCO Vincenzo Fazzino, et du directeur général d'ENI Congo, Marco Rotondi.
En parallèle de l'inauguration se tenait le premier Salon de peinture du Congo réunissant plus de trente artistes.

## Données architecturales
Le projet entre dans le cadre du partage de production, relatif aux projets sociaux associés aux permis Loango 2 et Zatchi 2 signé entre l’État congolais, Total E&P Congo et Eni Congo qui en est le maître d’ouvrage délégué par le gouvernement, sous la supervision d'Yvon Dienita Nkouka, chef de division initiatives communautaires et territoires d’Eni Congo.
Les travaux de réhabilitation concernent:

### Batiment principal
Il comprend:
- un espace central modulaire
- un espace scénique
- un espace musée permanent mettant en valeur des masques, des statues et des objets rituels du Congo, provenant de la collection de Luca Cosentino[3] (ancien directeur général d'ENI Congo entre 2010 et 2013), et d'autres objets d'acquisition plus récente.
- des bureaux
- une large terrasse dédiée à une exposition permanente d'art pictural moderne congolais et d'expositions temporaires.
- un box sanitaire…

### Bâtiment annexe
ll comprend:
- une salle de cinéma
- un local technique
- un groupe électrogène...

### Aménagements extérieurs
Ils comprennent:
- un espace d’exposition montrant des photographies retraçant l'histoire de Pointe-Noire, la construction du CFCO, et le développement du secteur pétrolier.
- un forage d’eau
- un parking
- un aménagement des voiries…